# 6036 Weinberg
6036 Weinberg è un asteroide della fascia principale. Scoperto nel 1988, presenta un'orbita caratterizzata da un semiasse maggiore pari a 2,7545565 UA e da un'eccentricità di 0,2009692, inclinata di 13,85525° rispetto all'eclittica.
L'asteroide è dedicato al fisico americano Steven Weinberg.